# Thierry Desmarest
Thierry Desmarest (* 18. Dezember 1945 in Paris; † 9. Januar 2024) war ein französischer Manager.

## Leben
Desmarest studierte an der École polytechnique und an der Mines ParisTech. Er trat 1981 in das französische Unternehmen Total ein, stieg ins Management auf und war ab Juni 1995 als Nachfolger von Serge Tchuruk Président-directeur général (Vorstandsvorsitzender) des Unternehmens. Während seiner Amtszeit fusionierte der Konzern im Juni 1999 mit Petrofina zu TotalFina und im März 2000 mit Elf Aquitaine zu TotalFinaElf. Im Mai 2003 erfolgte die Rückbenennung zu Total. Im Februar 2007 wurde Desmarest als Vorstandsvorsitzender von Christophe de Margerie abgelöst. Im Anschluss war er bis Dezember 2015 président du conseil d'administration (Aufsichtsratsvorsitzender) des Konzerns. Nach dem plötzlichen Tod von Christophe de Margerie war er von Oktober 2014 bis Dezember 2015 zugleich kommissarischer Vorstandsvorsitzender.